# Secrétariat à la Marine du Mexique
Le Secrétariat à la Marine du Mexique est l'un des membres du cabinet présidentiel du Mexique, abrégé « SEMAR ».

## Fonctions
Il gère la marine mexicaine et son infanterie de marine.

## Liste des secrétaires
| - Gouvernement Manuel Ávila Camacho - (1940 - 1946) : Heriberto Jara - Gouvernement Miguel Alemán - (1946 - 1948) : Luis F. Schaulfelberger - (1948 - 1949) : David Coello - (1949 - 1952) : Alberto J. Pawling - Gouvernement Adolfo Ruiz Cortines - (1952 - 1955) : Rodolfo Sánchez Taboada - (1955 - 1958) : Roberto Gómez Maqueo - (1958 - 1958) : Héctor Meixueiro - Gouvernement Adolfo López Mateos - (1958 - 1964) : Manuel Zermeño Araico - Gouvernement Gustavo Díaz Ordaz - (1964 - 1970) : Antonio Vázquez del Mercado - Gouvernement Luis Echeverría - (1970 - 1976) : Luis M. Bravo Carrera | - Gouvernement José López Portillo - (1976 - 1982) : Ricardo Cházaro Lara - Gouvernement Miguel de la Madrid - (1982 - 1988) : Miguel Ángel Gómez Ortega - Gouvernement Carlos Salinas de Gortari - (1988 - 1990) : Mauricio Scheleske Sánchez - (1990 - 1994) : Luis Carlos Ruano Angulo - Gouvernement Ernesto Zedillo - (1994 - 2000) : José Ramón Lorenzo Franco - Gouvernement Vicente Fox - (2000 - 2006) : Marco Antonio Peyrot González - Gouvernement Felipe Calderón - (2006 - 2012) : Mariano Francisco Saynez Mendoza - Gouvernement Enrique Peña Nieto - (2012 - 2018) : Vidal Francisco Soberón Sanz - Gouvernement Andrés Manuel López Obrador - (2018 - 2024) : José Rafael Ojeda Durán - Gouvernement Claudia Sheinbaum - (depuis 2024) : Raymundo Pedro Morales Ángeles |